# Castelo de Mértola

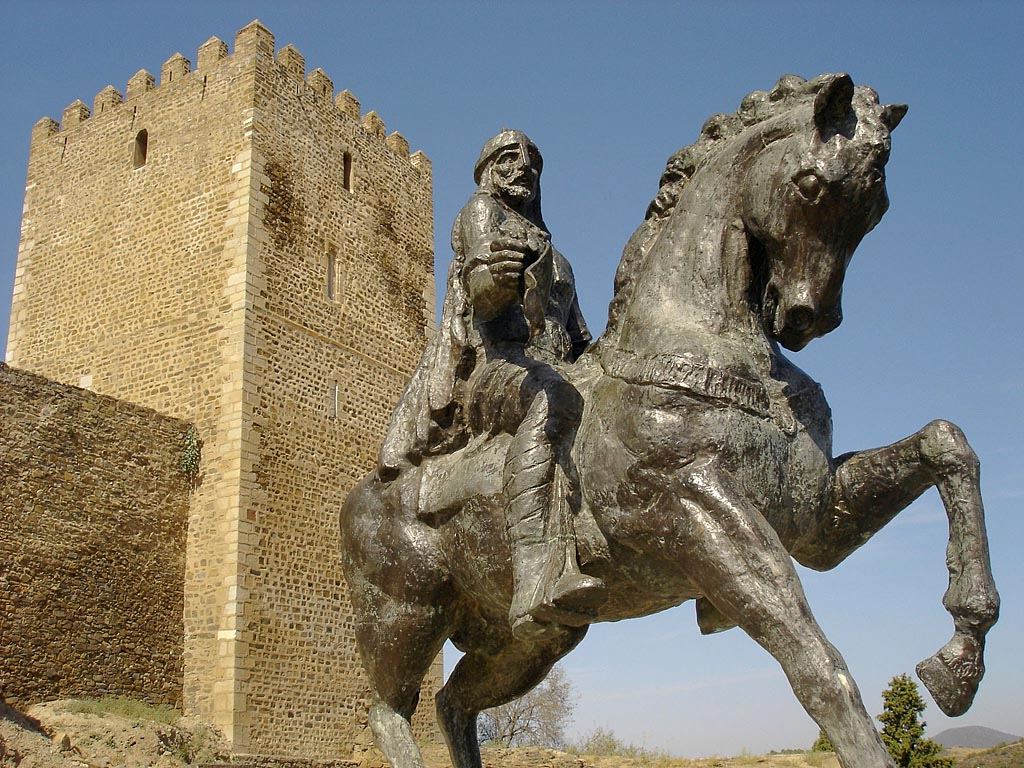
Castelo de Mértola: Portugal: estátua equestre de ibne Cassi; ao fundo, a Torre de Menagem

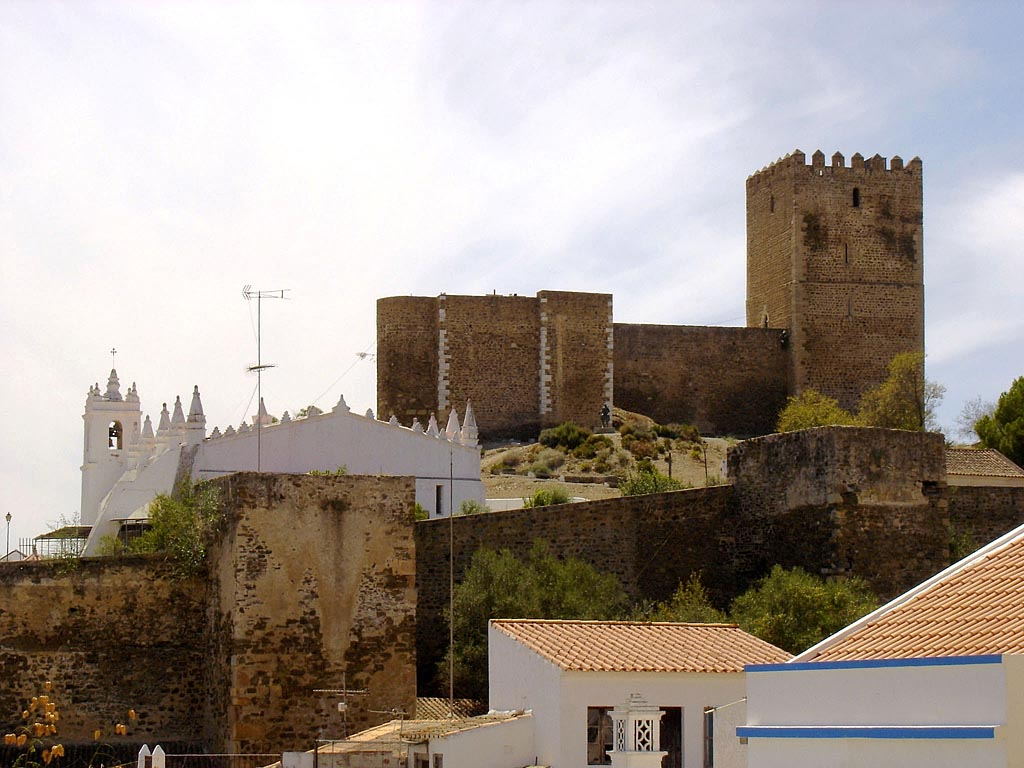
Castelo de Mértola: vista aproximada; à esquerda, a igreja matriz, antiga mesquita da cidade

O Castelo de Mértola localiza-se na freguesia, vila e município de Mértola, distrito de Beja, no Alentejo, em Portugal.
Em posição dominante sobre a povoação, na confluência da ribeira de Oeiras com a margem direita do rio Guadiana, controlava a travessia deste último. 
Atualmente integra a Região de Turismo Planície Dourada.
Em meados do século XX, as ruínas do antigo castelo foram classificadas como Monumento Nacional, tendo sido efetuadas posteriormente obras de reparação.

## História

### Antecedentes
Ocupada desde tempos pré-históricos, esta região constitui-se em importante entreposto comercial freqüentado por Fenícios e Cartagineses, graças à existência de vias fluvial e terrestre ligando-a ao Sul da Península. Diante da Invasão romana da Península Ibérica, manteve-se essa importância comercial. A primeira referência histórica a esta povoação encontra-se na Crónica dos Suevos, do bispo Idácio, narrando um episódio datado de 440, de cuja leitura se pode inferir a existência de uma fortificação no local, então denominada Myrtilis Julia.
Ocupada sucessivamente por Suevos e Visigodos, a partir do século VIII conheceu a dominação Muçulmana, responsável pela remodelação das defesas deste próspero povoado. As referências a esta nova estrutura defensiva surgem no final do século IX, sendo certo que entre 930 e 1031, o castelo foi consolidado, tornando-se um dos mais sólidos da região. Com a queda do Califado de Córdova (1031), Mértola tornou-se um reino independente — a Taifa de Mértola —, rapidamente retomado por Almutâmide, da Taifa de Sevilha. Um século mais tarde, entre 1144 e 1151, tornou-se novamente independente (2.ª Taifa de Mértola), sendo provável terem sido erguidas nova obras defensivas durante o governo de ibne Cassi (1144–1151). É certo que, em 1171, já sob o domínio do Califado Almóada, a fortificação foi ampliada com uma torre e, em 1184, com o torreão integrante do portão de entrada.

### O castelo medieval
À época da Reconquista Cristã da Península Ibérica, as forças de D. Sancho II (1223–1248) investem para o Sul, acompanhando ambas as margens do rio Guadiana, vindo a conquistar Mértola (na margem direita) e Ayamonte (na esquerda) (1238). A primeira foi doada à Ordem de Santiago, na pessoa de seu Grão-Mestre, D. Paio Peres Correia (1239). A Ordem, que já tinha sob sua responsabilidade a defesa de outras praças ao sul do país (Alcácer do Sal, Aljustrel, e outras), fez de Mértola a sua sede (Capítulo) em Portugal, posteriormente transferida para o Castelo de Palmela. Em 1254 a povoação recebeu Carta de Foral, alçada à condição de vila. Data deste período a construção da torre de menagem, cujas obras foram concluídas em 1292 sob a direção do mestre João Fernandes. Esta torre, bem como a alcáçova, foram a residência do alcaide-mor até ao século XVI, época em que a estrutura foi progressivamente abandonada.
Sob o reinado de D. Dinis (1279–1325), reedificou-se a primitiva defesa, iniciando-se a muralha da vila, obras continuadas pelos seus sucessores, D. Afonso IV (1325–1357), D. Pedro I (1357–1367) e D. Fernando (1367–1383).
Sob o reinado de D. Manuel I (1495–1521), a povoação e seu castelo encontram-se figurados por Duarte de Armas (Livro das Fortalezas, c. 1509). A vila recebeu o Foral Novo do soberano em 1512, quando a sua defesa foi objeto de novos melhoramentos.

### Do século XVI ao XIX: abandono e decadência
Em que pese a importância de sua posição, estratégica no sul de Portugal, a povoação de Mértola e o seu castelo perderam importância a partir dos Descobrimentos portugueses. O declínio que conheceu a partir de então, refletiu-se na conservação de suas muralhas, de tal modo que, em 1758, acusava ruína e não dispunha sequer de guarnição militar.

### A revitalização
Entre o século XIX e o século XX, a economia de Mértola dependia da exploração das minas de São Domingos, um grande centro de extração de pirita cúprica.
Em razão da implantação de um projeto de revitalização, Mértola na atualidade é considerada uma vila-museu com diferentes áreas de intervenção e investigação, organizadas em três núcleos, em exposição na Torre de menagem do castelo: o Núcleo Romano, o Núcleo Visigótico, que inclui uma basílica cristã, e o Núcleo Islâmico, onde se pode ver uma das melhores coleções portuguesas de arte islâmica (cerâmica, numismática e joalharia).

## Características
Do perímetro defensivo medieval, com uma área de aproximadamente 2.000 m², nos estilos românico e gótico, subsistem:
- trechos das muralhas exteriores que circundavam a vila, alongando-se até ao rio, reforçadas por cubelos (perímetro externo);
- o castelo (perímetro interno), com duas torres, destacando-se a de menagem.

Um torreão semi-cilindríco defende e integra o conjunto do portal de entrada do castelo. Através dele, ultrapassando-se um arco, obtém-se acesso a um corredor em cotovelo que comunica com a praça de armas. Ao centro desta, abre-se a cisterna, coberta por abóbada de berço.
A torre de menagem, de planta quadrangular, apresenta embasamento maciço e ergue-se a cerca de trinta metros de altura, coroada por ameias. O acesso ao seu interior é feito por uma porta em arco ogival, para uma ampla e alta sala, coberta por abóbada em cruzaria ogival. Atualmente, nesta sala conserva-se um valioso espólio de pedras lavradas das épocas romana, visigótica, islâmica e portuguesa até ao século XVIII.